# Bagdadska baterija
»Bagdadska baterija« naziv je nadjenut skupini od tri artefakta pronađenih zajedno: keramičkoj posudi, bakrenoj cijevi i željeznoj šipci. Baterija je pronađena u današnjem Khujut Rabuu u Iraku 1936. godine, nedaleko antičke metopole Ktezifonta, bivšeg glavnog grada Partskog i Sasanidskog Carstva. Vjeruje se da je stvorena okvirno u tom razdoblju povijesti.
Do danas nije poznato čemu je služila i gdje. Arheolog Wilhelm König, tadašnji direktor Nacionalnog muzeja Iraka, pretpostavljao je da je predmet služio kao galvanska ćelija za elektroplatiranje ili neku vrst elektroterapije. Međutim, nije poznat niti jedan primjer elektroplatiranja iz razdoblja u koje je datirana »baterija«, a arheološki stručnjaci univerzalno odbijaju tu tezu. Druga je mogućnost da je služila kao spremnik za svete spise.
Deset sličnih keramičkih posuda pronađeno je ranije. Četiri 1930. godine u Seleukiji, iz sasanidskog razdoblja. Tri su bile začepljene bitumenom i sadržavale zatvorene brončane cijevi omotane papirusom. Bile su fiksirane s četiri ili manje brončanih i željeznih šipki zabijenih u tlo oko njih, a pretpostavlja se da su imale ritualno značenje. Šest drugih posuda pronađeno je nedaleko njih, u Ktezifontu. Neke od njih sadržavale su brončane omotače s uvelike razgrađenim vlaknima celuloze u njima. Druge su pak sadržavale željezne čavle ili olovne tanjure.
Artefakti su nestali uslijed američke invazije Iraka 2003. godine, kada su usred ratnog kaosa muzej opustošili pljačkaši iz civila te organizirane bande.

## Opis i datiranje
Artefakti su posuda od terakote, visoka oko 140 milimetara s otvorom od 38 milimetara na vrhu, koja sadrži cijev od zamotanog bakrenog lima u kojemu se nalazi jedna željezna šipka. Šipka je na vrhu bitumenom izolirana od bakra čepovima ili stoperima, a u cijev savršeno pristaje, kao što i cijev savršeno pristaje u otvor posude. Cijev nije vodonepropusna, zbog čega bi tekućina u posudi također bila u dodiru sa šipkom. Artefakt je u nekom trenu bio izložen vremenskim uvjetima te je pretrpio koroziju.
Austrijski arheolog Wilhelm König smatrao je da bi artefakti mogli biti iz partskog razdoblja, između 250. g. pr. Kr. i 224. godine. Prema St Johnu Simpsonu iz Britanskog muzeja, međutim, dokazi koji bi ukazali na to razdoblje slabi su, a izvorni položaj predmeta u tlu i njihov arheološki kontekst nisu zabilježeni dovoljno pomno za utvrđivanje takvih podataka. Osim toga, stil posude podudara se s onim sasanidskoga razdoblja (224. – 640. g.).
Albert Al-Haik zamijetio je da su izvorni zapisi iz 1936. godine mjesto pronalaska opisali kao područje sjeveroistočno od Bagdada, »neke dvije milje od istočnog bunda Bagdada«. William Brad Hafford sa Sveučilišta u Pennsylvaniji, stručnjak za bliskoistočnu arheologiju, napominje da je nalazište locirano blizu željezničke pruge između Bagdada i Baqube u analizi naučnog videa Mila Rossija.

## Slični artefakti
Posude sličnoga oblika, koje se razlikuju poglavito po sadržaju, pronađene su prije »baterije« i pobliže analizirane.
Četiri začepljene keramičke posude iskopane su u Seleukiji 1930. godine tijekom arheološke misije Leroya Watermana sa Sveučilišta u Michiganu. Tri od njih, datirane u kasno sasanidsko razdoblje (5. i 6. stoljeće) začepljene su bitumenom. Sadržavale su brončane cijevi (cilindrične smotuljke od lima) omotane papirusom čiji su krajevi ugurani u cijev kako bi ju začepili. Na papirusima se nije nalazio zamjetljiv tekst. Posude su bile postavljene na tlu, fiksirane izvana koristeći do četiri metalne šipke (od bakra i željeza) zabijene u tlo, a po kontekstu se pronalaska pretpostavlja da su imale ritualne svrhe. Četvrta posuda, također začepljena, sadržavala je komadiće slomljenog stakla.
Godine 1931. njemačko-američka ekspedicija koju je predvodio Ernst Kühnel pronašla je još šest posuda u obližnjem Ktezifontu. U trima od tih posuda pronađeno je po jedna, tri te deset zamotanih i začepljenih brončanih smotuljaka. U smotuljcima su pronađena razgrađena vlakna od celuloze. Još jedna posuda sadržavala je tri začepljene brončane cijevi. Jedna od preostalih dviju posuda sadržavala je izvorno olovne tanjure prekrivene karbonatom olova, a druga deset zahrđalih željeznih čavla na kojima su pronađeni tragovi organskog tekstilnog omotača.

## Teorije o uporabi
Izvorna uporaba ovih predmeta do danas ostaje nerazjašnjena. Wilhelm König je za svojeg staža u Nacionalnom muzeju Iraka posvjedočio mnogim srebrnim predmetima iz starog Iraka prekrivenim tankim slojem zlata, za koje je pretpostavio da su elektroplatirani. Godine 1938. napisao je članak u kojemu je iznio tezu da su posude služile kao galvanske ćelije za elektroplatiranje zlata na predmete od srebra. Ta je interpretacija danas potpuno odbijena u arheološkoj struci, kao i po mišljenju drugih znanstvenika.
Korozija metala i istraživanja ukazuju na to da je u posudama bila prisutna kiselina poput vina ili octa. Ta su otkrića dovela do špekulacija o tome da su posude sadržavale elektrolitsku tekućinu kako bi proizvele struju razlikom između elektrodnog potencijala između željeza i bakra, koji bi služili kao elektrode. Postoje priče o navodnim eksperimentima koji su ovim metodama uspjeli nanijeti sloj zlata na malenu statuu pri muzeju u Hildesheimu, no pretrage muzejskog arhiva nisu iznjedrile ikakve dokumente o eksperimentu niti fotografije. O činjeničnosti eksperimenta stoga ne postoje nikakvi izravni pisani ili fotografski dokazi.

## Kritike teorija

### Nepostojeće električne veze
Iako je željezna šipka prolazila kroz bitumenski čep posude, bakrena cijev nije, što bi značilo da je nemoguće za nju spojiti žicu i zatvoriti električni krug.

### Teorija o elektroplatiranju
Königova teorija o elektroplatiranim srebrno-zlatnim predmetima ispostavila se netočnom. Stručno mišljenje danas jest da su bili pozlaćeni u vatri koristeći živu. Paul Craddock iz Britanskog muzeja izjavio je da su predmeti iz tog razdoblja tipično pozlaćeni živom te da nikad nije postojao konkretan dokaz da su elektroplatirani.
David A. Scott, viši znanstvenik pri Gettyjevom institutu za konzervaciju i pročelnik njegovog laboratorija za istraživanje, također je ustvrdio da ne postoje dokazi o elektroplatiranju u relevantnom razdoblju povijesti te regije.
Paul T. Keyser sa Sveučilišta u Alberti napomenuo je da moderni eksperimenti koji pokušavaju dokazati hipotezu rabe naprednije materijale od onih dostupnih u razdoblju nastanka posude. Baterija koja za elektrolit rabi ocat, navodi Keyser, bila bi odveć slabašna za postupak elektroplatiranja čak i da jest služila za stvaranje električne energije. On pak podržava hipotezu da je »baterija« mogla služiti nekoj vrsti elektroterapije za bolove.

### Bitumen kao izolator
Čep od bitumena, zbog toga što ima termoplastična obilježja, činio bi vrlo loše rješenje za čep galvanske ćelije, koja bi zahtijevala učestalo nadoknađivanje elektrolita za dulju uporabu.

### Druge hipoteze
»Baterija« je nalik drugim pronalascima u Seleukiji, za koje se vjeruje da su bile posude za pohranu svetih spisa.

## Vanjske poveznice
- Dunning, Brian. 2018. Skeptoid #640: Draining the Baghdad Battery. Skeptoid.
- Rossi, Milo. 2022. Awful Archaeology Ep. 6.5: The Baghdad Battery… Again? YouTube. Pristupljeno 9. svibnja 2023.